# Alopoglossus copii
La lagartija de Napo (Alopoglossus copii) es una especie de reptil de la familia Gymnophthalmidae. Fue descrita en 1885 por George Albert Boulenger.

## Descripción
El color del dorso es de color marrón mate, con puntos marrón oscuro en la mitad del dorso y una franja color castaño a anaranjado mate en la primera mitad del cuerpo; cabeza y flancos del cuerpo marrón oscuro; vientre crema amarillento. Tiene cola pardo o marrón oscuro. El iris es rojo mate. La longitud rostro cloacal máxima registrada en machos es de 66,6 mm y en hembras de 80 mm. Presenta 23 a 24 escamas dorsales con quillas que forman crestas hacia la parte posterior del cuerpo; escamas a los lados del cuello largas y cónicas.  A veces los bordes de las escamas son negruzcos.

## Distribución y hábitat
Vive en los bosques y áreas ribereñas. por debajo de los 1390 m de altitud, en Colombia, Ecuador y el norte del Perú, en el piedemonte del oriente los Andes, así como en la Amazonia, hasta la Laguna Taraira, en el Vaupés. Se encuentra entre la hojarasca, bajo los troncos o en las bases de las plantas, en áreas húmedas o cerca de cuerpos de agua.

## Alimentación
Diurna, se alimenta de arácnidos e insectos, principalmente ortópteros, termitas y escarabajos.